# Missione Concepcion
La Missione Nuestra Señora de la Purísima Concepción de Acuña è stata una missione cattolica situata presso San Antonio, nell'attuale Texas. Fu fondata dai Francescani nel 1716 con il nome di Nuestra Señora de la Purísima Concepción de los Hainais. Le sue rovine sono state dichiarate National Historic Landmark il 15 aprile 1970.